# 리쿠젠하시카미역
리쿠젠하시카미역(일본어: 陸前階上駅)은 일본 미야기현 게센누마시에 위치한 동일본 여객철도 게센누마 선의 철도역이다. 섬식 승강장 1면 2선의 구조를 갖춘 지상역이며, 2011년 3월에 발생한 동일본 대지진의 여파로 현재는 BRT로 대체 운행하고 있다. 2020년 4월 1일, 야나이즈 역 - 게센누마 역 간의 철도 사업 폐지로 인해 철도역으로는 폐역 처리가 되었다.

## 타는 곳
| 1 | ■ 게센누마 선 | 하행 | 게센누마 방면          |
| 2 | ■ 게센누마 선 | 상행 | 마에야치 · 고고타 방면 |

## 이용 현황
| 연도     | 승차 인원 |
| 2013년도 | 67        |
| 2014년도 | 66        |
| -------- | --------- |

## 역 주변
- 국도 제45호선
- 게센누마 시청 하시카미 출장소

## 인접 역
| 게센누마 선              | 게센누마 선   | 게센누마 선          |
| ------------------------ | ------------- | -------------------- |
| 오야카이간 마에야치 방면 | ■ 게센누마 선 | 사이치 게센누마 방면 |